# قوقفین
قوقفین (به عربی: قوقفین) یک روستا در سوریه است که در ناحیه کفرنبل واقع شده‌است. قوقفین ۳۱۲ نفر جمعیت دارد.